# Emily Kinney
Emily Rebecca Kinney (Wayne, 15 de agosto de 1985) es una actriz, compositora y cantante estadounidense, conocida por interpretar a Beth Greene en la serie de televisión The Walking Dead de AMC y por coprotagonizar la serie de ABC Conviction. Kinney también ha tenido apariciones recurrentes en las series Masters of Sex de Showtime, The Knick de Cinemax, The Flash y Arrow de The CW, Ten Days in the Valley de ABC y en Messiah de Netflix.

## Biografía
Kinney nació en Wayne, Nebraska hija de Jean y Vaughn Kinney. Tiene dos hermanas, Sara y Katy Kinney. Ella y su familia se mudaba con frecuencia durante su juventud, incluyendo a Nevada, Oregón, y otras partes de Nebraska. Kinney asistió a la Universidad de Nueva York durante un semestre y finalmente se graduó en la Nebraska Wesleyan University en el 2006 con un "Bachillerato en Artes" en teatro. Luego se trasladó a la ciudad de Nueva York donde siguió en Broadway su carrera como actriz.

## Actuación
Kinney trabajó en cafeterías donde empezó a conocer a gente de los sectores de actuación y la música. Emily comenzó su carrera a los 23 años, en la obra Spring Awakening, interpretando a Anna, una residente inteligente y sin preocupaciones en una ciudad estricta. Al año siguiente, tuvo el papel de Jean Fordham en la obra Agosto, en Broadway.
En 2010 actuó con Miranda Cosgrove en un episodio de The Good Wife, con el papel de Milla Burchfield. Un año después, se anunció que Emily tendría un papel recurrente en la segunda temporada de la serie The Big C, interpretando a Emily.
Participó en programas como The Gamekillers, Law & Order: Criminal Intent y The Unusuals, también en películas como Aunt Tigress, It's Complicated y Concussion.
En 2011 se unió al reparto recurrente en la segunda temporada del exitoso show de AMC, The Walking Dead, donde interpretó a Beth Greene, una chica de 16 años que trataba de sobrevivir al apocalipsis junto a su hermana Maggie (interpretada por Lauren Cohan). En 2013, después de estar en el programa durante dos años, fue promovida al elenco principal junto con Chad Coleman y Sonequa Martin-Green. Apareció en otros programas como Law & Order: Special Victims Unit, Talking Dead y The Following.
En noviembre de 2014, se despide de The Walking Dead, luego de que su personaje fuese asesinado en Coda. De acuerdo a ella, se enteró de la muerte de su personaje al finalizar las grabaciones del episodio Crossed. En Talking Dead, Emily contó que en el mes de agosto, el guion del episodio Coda llegó a sus manos y que al enterarse de la muerte de Beth se puso realmente triste. Al respecto, ella dijo: 
"Creo que la historia ha sido genial, pero no estaba preparada para terminar. [...] No lo vi venir del todo, especialmente esta temporada. Es raro, porque hubiese estado satisfecha si llegaba a pasar en la segunda o tercera temporada, cuando pensaba 'Quizá este personaje está llegando a su fin. ¿Qué más pueden hacer con él?'. Pero ahora me siento distinta... Siento que todavía quedaba mucho por explorar, como lo que hubiera pasado con Daryl". 
En 2015 hizo una aparición especial en la serie de ABC, Forever, interpretando a Jennifer Schroeder. En febrero de 2015, Variety informó que Emily interpretaría a Brie Larvan en la serie de The CW, The Flash. Protagonizó junto con Reid Ewing el vídeo musical Bulletproof Picasso de Train. El 24 de abril, Cinemax anunció que Kinney se uniría al reparto de The Knick, en su segunda temporada como la enfermera Daisy Ryan. El 6 de julio, Entertainment Weekly confirmó que Kinney interpretaría a Nora en la serie de Showtime, Masters of Sex, en la tercera temporada.
En 2016 protagonizó la película original de Hallmark Channel, Love On The Sidelines, interpretando a Laurel Welk. El 12 de febrero, fue anunciado que Emily se sumaría al elenco principal de la nueva serie de ABC, Conviction junto a Hayley Atwell y Eddie Cahill, en donde interpreta a Tess Larson, una asistente del "CIU" extremadamente brillante, pero un poco ingenua. El 10 de marzo se confirmó que volvería a interpretar a Brie Larvan en un episodio de Arrow. El 26 de enero del 2017, fue anunciado que Emily se sumaría al elenco de la nueva serie de ABC, Ten Days in the Valley protagonizada y producida por Kyra Sedgwick, en donde interpreta a Casey.
En 2018, se anunció que Kinney interpretará de manera recurrente a Staci Hardwick en la serie de Netflix Messiah, que se  estrenará en 2019.
En abril de 2019, ella regresó a The Flash en un episodio de la quinta temporada.

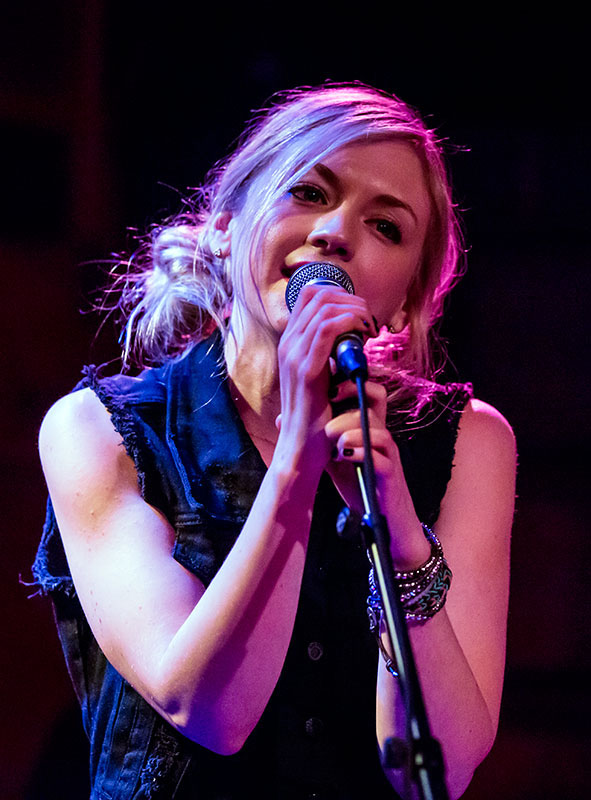
Kinney en febrero de 2014.

## Música
Kinney lanzó su primer EP en 2011, que se titula Blue Toothbrush. También participó en el The Walking Dead: AMC Original Soundtrack, Vol. 1 que colaboró con Lauren Cohan la canción "The Parting Glass". 
Durante su estadía en la serie The Walking Dead, Emily interpretó canciones como "The Parting Glass", "Hold On", "I Don't Wanna Grow Up", "Be Good" y "Struggling Man" en los episodios Seed, I Ain’t A Judas, Infected, Alone y What Happened and What's Going on respectivamente. 
Lanzó su segundo EP en 2013, el cual se titula Expired Love. En una entrevista con AMC, Emily habló de la historia del álbum:
"Expired Love" es sobre mi historia. Mis canciones son similares a las de Tom Waits, sobre que son pequeñas historias. A veces escribo canciones basándome en palabras o sensaciones que aparecen en mi".
Expired Love fue relanzado oficialmente como un álbum en 2014, con dos canciones adicionales: "Be Good" y "Dad Says".
En diciembre de 2014 lanza un nuevo sencillo y el vídeo, de su nueva canción, titulada "Rockstar".
En mayo de 2015, lanzó su nuevo sencillo y el vídeo de su nueva canción "This Is War". Emily hizo una gira llamada "This Is War", por Estados Unidos. 
El 20 de julio de 2015, Kinney confirmó vía Twitter, que su nuevo álbum sería lanzado el 2 de octubre del mismo año.
El 7 de agosto de 2015, Emily lanza su nuevo sencillo llamado "Birthday Cake" y pre-lanza "This Is War" en iTunes. Al respecto con Birthday Cake, Kinney dijo en una entrevista a Rolling Stone:
"La escribí después de haber ido a una cita con un chico que me gustaba y me dije, 'Bueno, vendrá a mi fiesta de cumpleaños'. Él no podía venir hasta tarde, después de que mis amigos y yo salimos a un bar, lo volví a encontrar en el apartamento de mi amigo. Le dije: 'Tú sabes, todavía hay pastel de cumpleaños de sobra en mi apartamento. Así que se acercó a tener un poco de pastel de cumpleaños y luego nos enamoramos".
El 11 de septiembre de 2015, lanzó su nuevo sencillo, llamado "Mess".
El 25 de septiembre de 2015, a una semana del estreno de su nuevo álbum "This is War", Kinney lanzó las diez canciones que componen el álbum. Al respecto, ella dijo a Entertainment Weekly: 
"Estoy muy emocionada por finalmente compartir este álbum con todo el mundo. La música, para mí, es un lugar donde realmente puedo expresar mis sentimientos y dar sentido a esos sentimientos, cuando tal vez no soy tan elocuente en la vida real o cuando, tal vez, no son apropiados. Estaba tan inspirado tras ver cuánto gente se unió por última colección de canciones, Expired Love, que me dieron ganas de trabajar aún más duro en este álbum. Espero que estas canciones lleguen a una audiencia más grande y espero que me traigan inspiración, diversión y los sentimientos de comprensión y conexión con ese público. Estoy muy agradecida por hacer música".
El 2 de octubre puso a la venta su nuevo disco llamado "This is War". 
"This is War" consta de 10 canciones: This Is War, Birthday Cake, Mess, Berkeley's Breathing, Michael, Never Leave LA, Crash And Burn, Molly, Last Chance y Weapons. 
En 28 de octubre del 2016 lanzó los sencillos "Back and Love" y "Popsicles", en un vinilo de 7 pulgadas.
En octubre de 2017, lanzó su nueva canción y video, "Mermaid Song".

## Vida personal
Ella es vegetariana. Kinney tenía un Blog, donde comentaba sus experiencias en Hollywood, Finalmente concluyó su Blog a finales de 2012. Tiene un tatuaje de un corazón con una nota musical en el hombro y es adicta al café. Emily es la modelo oficial de la marca Nikki Rich, creada por la diseñadora Nikki Lund y Richie Sambora, guitarrista de la banda liderada por Bon Jovi. A mediados de 2017 Kinney comenzó a salir con el cantante y compositor Paul McDonald, y el dúo comenzó su propia banda llamada The Sweetheart Deal, finalmente la pareja terminó en enero de 2020.

## Filmografía
| Cine            | Cine                                 | Cine                            | Cine                                                              |
| Año             | Película                             | Rol                             | Notas                                                             |
| --------------- | ------------------------------------ | ------------------------------- | ----------------------------------------------------------------- |
| 2007            | Aunt Tigress                         | Gina                            | Película de debut                                                 |
| 2009            | It's Complicated                     | Waitress                        | Cameo                                                             |
| 2013            | Concussion                           | The Girl                        | Personaje Secundario                                              |
| 2015            | Stages                               | Ella Misma                      | Documental                                                        |
| 2016            | Love on the Sidelines                | Laurel Welk                     | Protagonista                                                      |
| 2016            | Luo shan ji dao dan ji hua           | Caroline                        | Cameo                                                             |
| 2021            | The Enormity of Life                 | Jess                            | Protagonista                                                      |
| 2022            | Santa Bootcamp                       | Emily Strauss                   | Protagonista                                                      |
| Televisión      |                                      |                                 |                                                                   |
| Año             | Título                               | Rol                             | Notas                                                             |
| 2007            | Hot for Teacher                      | Tamara Bailey                   | Corto                                                             |
| 2007            | The Gamekillers                      | The Swarm                       | Especial de TV                                                    |
| 2008            | Law & Order: Criminal Intent         | Jeannie Richmonds               | "Contract" (Temporada 7, episodio 12)                             |
| 2009            | The Unusuals                         | Amanda Maint                    | "The Apology Line" (Temporada 1, episodio 9)                      |
| 2010            | The Good Wife                        | Milla Burchfield                | "Bad Girls" (Temporada 2, episodio 7)                             |
| 2011            | The Big C                            | Emily                           | 3 episodios                                                       |
| 2011–2015; 2018 | The Walking Dead                     | Beth Greene                     | 38 episodios                                                      |
| 2012            | Law & Order: Special Victims Unit    | Haley Cole                      | "Hunting Ground" (Temporada 13, episodio 15)                      |
| 2013–2021       | Talking Dead                         | Ella Misma / Beth Greene        | 8 episodios                                                       |
| 2014            | The Following                        | Mallory                         | "Teacher's Pet" (Temporada 2, episodio 10)                        |
| 2014            | The IMDb Countdown                   | Ella Misma                      | "The IMDb Top 10 TV Series of 2014" (Temporada 1; episodio 4)     |
| 2014–2015       | Entertainment Tonight                | Ella Misma                      | 2 episodios                                                       |
| 2015            | Forever                              | Jennifer Schroeder              | "Memories of Murder" (Temporada 1, episodio 16)                   |
| 2015            | Masters of Sex                       | Nora Everett                    | 4 episodios                                                       |
| 2015            | Above Average                        | Beth Brewster                   | "Love @ Last: A Girl Meets Twitter Love Story (ft. Emily Kinney)" |
| 2015            | The Knick                            | Daisy Ryan                      | 3 episodios                                                       |
| 2015; 2019      | The Flash                            | Brie Larvan / Bug-Eyed Bandit   | 2 episodios                                                       |
| 2016            | Arrow                                | Brie Larvan / Bug-Eyed Bandit   | "Beacon of Hope" (Temporada 4, episodio 17)                       |
| 2016            | The Walking Dead: The Journey So Far | Ella misma / Beth Greene        | Gracias especiales                                                |
| 2016–2017       | Conviction                           | Tess Larson                     | 13 episodios                                                      |
| 2017            | Ten Days in the Valley               | Casey                           | 5 episodios                                                       |
| 2018–2019       | Princess Rap Battle                  | Alice                           | 2 episodios                                                       |
| 2020            | Messiah                              | Staci Hardwick                  | 5 episodios                                                       |
| 2023            | Alert: missing persons unit          | Shannon Steerman/Georgia Lacava | "Shannon" (Temporada 1, episodio 7)                               |
| 2023            | The Walking Dead: Destinies          | Beth Greene                     | Videojuego; elenco de voz                                         |

## Discografía
Álbumes de estudio
- Expired Love (2014)
- This Is War (2015)
- Oh Jonathan (2018)
- The Supporting Character (2021)

EPs
- The Blue Toothbrush (2011)
- Expired Love (2013)

Sencillos
- Rockstar (2014)
- This Is War (2015)
- Birthday Cake (2015)
- Mess (2015)
- Back on Love (2016)
- Popsicles (2016)

Tours
- This Is War Tour (2015)

Bandas Sonoras
- The Parting Glass (2012) (con Lauren Cohan)

### Videos musicales
| Canción                             | Año  | Artistas     | Director                      | Referencia(s) |
| ----------------------------------- | ---- | ------------ | ----------------------------- | ------------- |
| «Blue Toothbrush»                   | 2010 | Emily Kinney | Jorge A. Garza                | [ 26 ]        |
| «Expired Lover»                     | 2012 | Emily Kinney | Peter E. Price                | [ 27 ]        |
| «Kids»                              | 2013 | Emily Kinney | David Feldman                 | [ 28 ]        |
| «Be Good»                           | 2014 | Emily Kinney | Greg Payton                   | [ 29 ]        |
| «Rockstar»                          | 2014 | Emily Kinney | Jay Sansone                   | [ 30 ]        |
| «This Is War»                       | 2015 | Emily Kinney | Peter E. Price                | [ 19 ]        |
| «Molly»                             | 2016 | Emily Kinney | Emily Kinney y Peter E. Price | [ 31 ]        |
| «Mermaid Song»                      | 2017 | Emily Kinney | Emily Kinney                  | [ 32 ]        |
| «Boy Band Hero»                     | 2018 | Emily Kinney | Jason Lee Denton              | [ 33 ]        |
| «Same Mistakes»                     | 2019 | Emily Kinney | Emily Kinney                  | [ 34 ]        |
| «Holding Your Hand in Nashville»    | 2019 | Emily Kinney | Emily Kinney                  | [ 35 ]        |
| «Fifteen Minutes»                   | 2021 | Emily Kinney | Benjamin Greenspan            | [ 36 ]        |
| «When the Midnight Fireworks Start» | 2021 | Emily Kinney | Benjamin Greenspan            | [ 37 ]        |

| Canción               | Año  | Artistas | Director                     | Álbum               | Referencia(s) |
| --------------------- | ---- | -------- | ---------------------------- | ------------------- | ------------- |
| «Bulletproof Picasso» | 2015 | Train    | Scantron Films and Mel Soria | Bulletproof Picasso | [ 38 ]        |

## Tour
- This Is War Tour (2015)[39]
- Oh Jonathan Tour (2018)[40]

## Premios y nominaciones
| Año  | Nominación     | Categoría                             | Trabajo          | Resultado |
| ---- | -------------- | ------------------------------------- | ---------------- | --------- |
| 2014 | Premios Saturn | Mejor Actriz de Reparto en Televisión | The Walking Dead | Nominada  |